# Yalitza Aparicio
Yalitza Aparicio Martínez (ur. 11 grudnia 1993) – meksykańska aktorka filmowa i telewizyjna. Jej debiutem filmowym była rola Cleo w dramacie Roma Alfonsa Cuaróna z 2018 roku, za którą otrzymała nominację do Oscara w kategorii najlepsza aktorka. Aparicio była pierwszą rdzenną Amerykanką nominowaną do tej nagrody. W 2019 roku magazyn Time umieścił ją na liście 100 najbardziej wpływowych osób na świecie. W tym samym roku została również mianowana Ambasadorem Dobrej Woli UNESCO na rzecz Ludności Rdzennej.

## Życiorys
Yalitza Aparicio Martínez urodziła się 11 grudnia 1993 w Tlaxiaco, w meksykańskim stanie Oaxaca. Jej rodzice są pochodzenia rdzennego: ojciec jest Mistekiem, a matka pochodzi z grupy etnicznej Triqui. Nie mówiła jednak biegle językiem misteckim i musiała się go nauczyć na potrzeby roli w filmie „Roma”. Aparicio była wychowywana przez samotną matkę, która pracowała jako pokojówka. Nie ma formalnego wykształcenia aktorskiego. Zdobyła dyplom z edukacji przedszkolnej oraz dyplom z edukacji wczesnoszkolnej, pracowała w szkole. Swoją pierwszą rolę aktorską zdobyła tuż przed uzyskaniem kwalifikacji nauczycielskich.
Aparicio zadebiutowała jako aktorka w filmie dramatycznym Roma, napisanym i wyreżyserowanym przez Alfonso Cuaróna. Film miał premierę w listopadzie 2018 roku. Aparicio zebrała pochwały krytyków, a Peter Bradshaw z The Guardian stwierdził, że „wnosi do roli coś łagodnego, delikatnego, stoickiego i bezinteresownego. Jest klejnotem tego wybitnego filmu”. Za swoją rolę została nominowana do Oscara w kategorii najlepsza aktorka, stając się pierwszą rdzenną Amerykanką nominowaną do Oscara w tej kategorii.
Zdjęcie Aparicio znalazło się na okładce Vogue México w styczniu 2019 r. Pojawiła się także na okładce wydania „Hollywood Issue” magazynu „Vanity Fair” z 2019 r.  Została uznana przez BBC za jedną ze 100 kobiet 2019 roku. W 2020 roku Aparicio została zaproszona do członkostwa w Akademii Sztuki i Wiedzy Filmowej. W 2021 roku Aparicio wystąpiła w piosence América Vibra u boku Natiruts i Ziggy’ego Marleya. W 2022 roku Aparicio pojawiła się w meksykańskim horrorze Presencias. W tym samym roku zagrała rolę Moon w czterech odcinkach drugiej serii amerykańskiego serialu komediowego Los Espookys oraz zagrała główną rolę w trzecim odcinku meksykańskiego serialu Mujeres asesinas. W 2023 roku zagrała u boku Mema Villegasa i Pierre’a Louisa w komedii „Usidlić lekarza” dostępnej na Netfliksie.

## Filmografia

### Film
- Roma (2018) – Cleo
- Hijas de Brujas ( film krótkometrażowy, 2021) – Clara
- Presencias (2022)[19] – Paulina
- Usidlić lekarza (2023)[20] – Ana

### Telewizja
- Mujeres asesinas (2022) – Rocío „La Insomne”[21]
- Los Espookys (2022) –  Księżyc
- Rodzina północy (2024) –  Nayeli